# 1908 год в театре
1908 год в театре

## События
- 25 мая — в национальный праздник Аргентины, День Родины, в Буэнос-Айресе оперой Джузеппе Верди «Аида» было открыто новое здание театра «Колон», заложенное в 1889 году (архитекторы Франческо Тамбурини и Витторио Меано, отделка и окончательный проект — Хулио Дормаль).
- Сергей Дягилев предпринял свой первый русский театральный сезон в Париже: постановка оперы «Борис Годунов» с участием Фёдора Шаляпина имела успех у публики, однако в финансовом плане принесла убытки.
- Балерина Мариинского театра Юлия Седова организовала гастрольное турне артистов Императорских театров по городам России: были даны выступления в Харькове, Ярославле, Баку, Тифлисе, Ростове-на-Дону и Одессе.

### Постановки
- 25 января — в Баку состоялась постановка первой азербайджанской оперы У. Гаджибекова «Лейли и Меджнун»[1].
- 30 сентября — на сцене Московского Художественного театра впервые поставлена «Синяя птица» Мориса Метерлинка.

## Деятели театра

### Родились
- 15 февраля — Юлия Ошват, венгерская оперная певица (сопрано). Народная артистка Венгерской Народной Республики.
- 17 февраля — Антс Волдемар Эскола, эстонский и советский актёр театра и кино, народный артист СССР, лауреат Государственной премии СССР.
- 9 марта — Леонид Кмит — советский актёр театра и кино, народный артист РСФСР (1968).
- 29 марта — Владимир Канделаки, лауреат Сталинской премии, народный артист СССР.
- 12 июня — Марина Семёнова, балерина и педагог Большого театра, народная артистка СССР.
- 27 августа — Суламифь Мессерер, балерина и педагог Большого театра, народная артистка РСФСР.
- 3 сентября — Константин Сорокин, советский актёр театра и кино.
- 21 сентября — Владимир Осенев, советский актёр театра и кино, народный артист РСФСР (1969).
- 23 ноября — Эдда Урусова, советская актриса театра и кино.
- 13 декабря — Ростислав Плятт, советский актёр театра и кино, народный артист СССР (1961).
- 24 декабря — Любовь Добржанская — советская актриса театра и кино, народная артистка СССР (1965).

### Скончались
- 8 июня, Ваксхольм — Франц Теодор Гедберг, шведский драматург, поэт и либреттист.
- 8 ноября, Париж — Викторьен Сарду, французский драматург, автор 70 пьес.